# Склянский, Георгий Игоревич
Георгий Игоревич Склянский (при рождении Генрих Ицкович Склянский; 23 апреля 1939, Киев — 4 января 2007, Москва) — советский и российский актёр, режиссёр, сценарист, педагог.

## Биография
Родился 23 апреля 1939 года в Киеве. В первые дни Великой Отечественной войны отец — Игорь (Исаак) Аронович Склянский (1911—1996), уроженец Кагарлыка — ушёл на фронт, после 4-х ранений — инвалид II группы, демобилизован в звании гвардии старшины. 29 сентября 1941 года у Кудрявского спуска подруга матери вытянула его с братом Аликом из толпы, которую эсэсовцы гнали в Бабий Яр на расстрел. В течение 26 месяцев оккупации Киева скрывался с матерью Марией Склянской и братом Сашей у соседей, все родственники погибли в Бабьем Яру. Настоятель костёла Святого Александра по просьбе матери согласился крестить их в католичество и дал им новые имена. Так Альфред Ицкович стал Александром, а Генрих Ицкович — Георгием.
В 1957—1959 годах работал актёром Киевского русского драматического театра транспорта. В 1958 году дебютировал в кино в фильме «Годы молодые». В 1959 году поступил на актёрский факультет Всесоюзного государственного института кинематографии (мастерская Сергея Герасимова и Тамары Макаровой), который окончил в 1964 году.
В 1967 году окончил аспирантуру ВГИКа. С 1967 года преподавал на кафедре режиссуры и актёрского мастерства ВГИКа. В 1968 году защитил диссертацию на соискание ученой степени кандидата искусствоведения на тему «Некоторые проблемы воспитания творческого мышления актёра».
Актриса и режиссёр Елена Цыплакова вспоминала о нём:

…вот был такой педагог на курсе и у Кулиджанова с Лиозновой, и у Наумова с Аловым — Георгий Игоревич Склянский. Он был вторым педагогом. Это был удивительный человек, который работал и с Бондарчуком, и с Герасимовым. Он был такой тихий, незаметный, который был с крестом на груди всегда под рубашкой, и он был очень тонкий и глубокий человек. Вот с ним мы общались, может быть, даже больше, чем со всеми педагогами, потому что очень многие занятия он проводил, и мы всегда у него бывали дома. То есть все, что мы делали, мы с ним обсуждали, разговаривали. Это был такой очень важный момент.
В 1968—1969 годах был автором-ведущим телевизионного цикла «Искусство кино».
В 1968—1969 и 1976—1980 годах работал также вторым режиссёром киностудии им. Горького. Совместно с Сергеем Герасимовым написал сценарий телефильма «Красное и чёрное» (1976) и выступил на нём в качестве второго режиссёра.
В 1982 году ему было присвоено учёное звание доцента. 
Умер 4 января 2007 года, похоронен на Перепечинском кладбище в Солнечногорском районе Московской области.

## Фильмография
- 1958 — Годы молодые — Коля
- 1958 — Флаги на башнях — Гонтарь
- 1962 — Люди и звери — водитель грузовика
- 1963 — Человек, который сомневается — Лева-практикант
- 1964 — Первый снег
- 1964 — Пядь земли
- 1965 — Так я пришел — лейтенант
- 1967 — Пароль не нужен — сотрудник редакции
- 1967 — Журналист — сотрудник редакции
- 1969 — Преступление и наказание — Пестряков
- 1972 — Тайна предков — Максим Сергеевич
- 1983 — Берег — старший лейтенант Перлин
- 1984 — Почти ровесники — покупатель книг
- 1990 — Враг народа — Бухарин — Генрих Ягода
- 1993 — Троцкий — Генрих Ягода
- 1994 — Восьмой день недели (короткометражный)
- 1995 — Общий вагон (короткометражный)
- 1999 — Утро не время для девочек (короткометражный)
- 2001 — Искатели — Константин Константинович
- 2001 — Часы без стрелок
- 2003 — Здравствуй, столица! — рецензент
- 2004 — Год лошади — созвездие Скорпиона — майор ГИБДД
- 2007 — Джоконда на асфальте — свёкор Ольги

## Семья
Жена — Надежда Львовна Горюнова (1939—2013), киновед, сценарист, педагог
Дочь — Анастасия Георгиевна Горюнова (род. 1966), сценарист, писатель, редактор. Замужем за Валентином Эдуардовичем Борисовым, кинооператором, режиссером.
Внуки: Александр Валентинович Борисов (род. 2004); Галина Валентиновна Борисова (род. 2006).